# Nuculana tashiensis
Nuculana tashiensis is een tweekleppigensoort uit de familie van de Nuculanidae. De wetenschappelijke naam van de soort is voor het eerst geldig gepubliceerd in 2001 door Lan & Lee.